# 錦藝集團控股
錦藝集團控股有限公司，簡稱錦藝集團控股（英語：Art Group Holdings Limited，港交所：0565），在1994年由當時中國長樂縣文榕織布廠與香港華興貿易公司，組成「福州華冠針紡織品有限公司」。
前身為「錦藝紡織科技國際有限公司」。
現時業務在中國內地經營生產及銷售紗線及面料，包括研究開發、紡紗、坯布試織、面料漂染定型、壓花、軋光等布面整理。現時由陳錦艷為主席，總裁為陳錦東。
該股份在2003年9月10日於香港交易所主板上市。招股價為0.5港元，發行股份為218,750,000股，集資額為109,375,000港元。
總部位於香港干諾道中168至200號信德中心招商局大廈14樓1407室。

## 連結
- ArtTextile.Etnet.com.hk